# Hypancistrus
Genre
Espèces de rang inférieur
Hypancistrus est un genre de poissons de la famille des Loricariidae, particulièrement prisé en aquariophilie. Le plus populaire d'entre eux est Hypancistrus zebra, qui a donné aux représentants du genre leur nom commun de "Plécos zébrés".

## Étymologie
Hypancistrus vient du grec hypo, qui veut dire "inférieur", "en dessous", et du nom de genre Ancistrus, en référence à la position de la bouche, qui est placée plus bas chez les Hypancistrus que chez les Ancistrus.

## Maintenance en aquarium
| Origine         | Amérique tropicale               | Eau           | douce              |
| Dureté de l'eau | douce °GH                        | pH            | acide (5,8 à 7)    |
| Température     | 23 à 29 °C, selon les espèces °C | Volume mini.  | 120 L              |
| Alimentation    | omnivore à dominance carnivore   | Taille adulte | une douzaine de cm |
| Reproduction    | ovipare                          | Zone occupée  | poisson de fond    |
| Sociabilité     | espèces territoriales            | Difficulté    | difficile          |

Les Hypancistrus étant originaires d'Amérique du Sud tropicale, leur maintenance nécessite une eau douce, légèrement acide. Un grand nombre d'Hypancistrus ont été récemment importés pour le commerce aquariophile, dont la plupart n'ont pas encore fait l'objet d'une description scientifique.
Ces poissons ont fait l'objet d'une mode, due à la grande popularité de l'H. zebra. Les espèces noires et blanches, notamment, sont particulièrement prisées.
Une idée reçue fait des Hypancistrus de bons "poissons nettoyeurs"; or, non seulement tous les poissons introduits dans un bac doivent faire l'objet d'une description particulière, et ne peuvent être seulement choisi pour leur prétendue utilité, mais encore les espèces du genre Hypancistrus font partie des loricariidae consommant le moins de végétaux : quasiment carnivores, il ne consomment pratiquement jamais d'algues.
Ils se nourrissent des animalcules du substrat, microorganismes, ainsi que d'invertébrés d'eau douce. En aquarium, un régime adapté pourra être constitué de pois poché, de vers de vase rouge, de chair de moule et de poisson. Certaines nourritures sèches proposées par le commerce aquariophile peuvent également bien convenir.
Ce sont des espèces territoriales; à défaut d'être réellement agressifs, les Hypancistrus tolèrent assez mal la présence d'autres poissons dans la portion d'aquarium qu'ils défendent.
On veillera à ne pas introduire davantage d'espèces de fond en compagnie des Hypancistrus, et à ne pas mettre trop de mâles ensemble, afin d'éviter les affrontements.
Les Hypancistrus, comme les Ancistrus, sont maintenus de ce fait par couple, ou par harem (trio, généralement), plutôt que par groupe ou par banc, comme les espèces des genres Peckoltia, Hemiancistrus ou Baryancistrus

### Hypancistrus zebra
Hypancistrus zebra, espèce type du genre, est le plus populaire des Hypancistrus, et a largement contribué au mouvement de mode les concernant.
Son histoire en aquarium est également assez représentative du genre.
Vendu à l'origine comme un "nettoyeur de vitres", au même titre que de nombreuses autres espèces, moins colorées, comme les plécos et les ancistrus, le pléco zébré, ou "L 046" s'en distingue par sa robe atypique et très colorée. Il est en grande partie à l'origine de l'engouement pour les loricariidae, non plus pour leur prétendue utilité, mais pour des considérations plus esthétiques.
De plus en plus pêché, pour satisfaire le hobby aquariophile, les prix s'envolent tandis que l'espèce se raréfie dans son pays d'origine, le Brésil.
Aujourd'hui, l'espèce est protégée par le gouvernement du Brésil. Des reproductions ont été obtenues en aquarium, permettant de fournir à l'aquariophilie une souche d'élevage. Des associations ont vu le jour pour la protection de l'espèce.
Des espèces au patron de coloration similaire ou proche, mais moins rares dans le milieu naturel, comme le King Tiger Pleco, ou le Queen Arabesque ont depuis été importées, à la suite de la raréfaction du pléco zébré dans le commerce.

### Reproduction
À quelques variations près, la reproduction est similaire pour la plupart des Hypancistrus.
Ce sont des "pondeurs sur substrat caché", c'est-à-dire que dans la nature, les Hypancistrus pondent dans des anfractuosités de roches, ou des cavernes sous les racines.
Ces cavernes peuvent être recrées par un agencement particulier du décor, ou bien par divers matériels, des briques creuses, ou des demi noix de coco renversées. Le commerce spécialisé propose également plusieurs modèles de tubes de ponte.

## Liste des espèces
Peu d'Hypancistrus ont fait l'objet d'une description scientifique. À l'heure actuelle (2009), seules six espèces ont reçu un nom scientifique valide.
Le L-number reste actuellement le mode le plus utilisé pour désigner les Hypancistrus. Un nombre croissant d'Hypancistrus sont importés, parmi lesquels plusieurs formes ont déjà pu être rattachées à une même espèce. D'autres espèces restent vraisemblablement à découvrir ou à décrire, même si tous les Hypancistrus répertoriés ne constitueront probablement pas une nouvelle espèce.
Le genre est globalement assez polymorphe; plusieurs rapports d'aquariophiles font état de phénomènes d'hybridation, comme dans le genre Ancistrus, qui pourraient conduire à une révision des espèces du genre.

### Espèces décrites
Selon FishBase (28 octobre 2017) :
- Hypancistrus contradens Armbruster, Lujan & Taphorn, 2007
- Hypancistrus debilittera Armbruster, Lujan & Taphorn, 2007
- Hypancistrus furunculus Armbruster, Lujan & Taphorn, 2007
- Hypancistrus inspector Armbruster, 2002 - L102
- Hypancistrus lunaorum Armbruster, Lujan & Taphorn, 2007
- Hypancistrus margaritatus Tan & Armbruster, 2016
- Hypancistrus phantasma Tan & Armbruster, 2016
- Hypancistrus zebra Isbrücker & Nijssen, 1991 - Pleco zébré - L046, L098

### Espèces parL-number
- Hypancistrus sp (espèce non décrite) - Angelicus Pleco - L004, L005, L028, L073
- Hypancistrus sp (espèce non décrite) - King Tiger Pleco - L066
- Hypancistrus sp (espèce non décrite) - Zombie Pleco - L070
- Hypancistrus sp (espèce non décrite) - L136, L136a, L136b, LDA05, LDA06
- Hypancistrus sp (espèce non décrite) - L136c
- Hypancistrus sp (espèce non décrite) - L158
- Hypancistrus sp (espèce non décrite) - L173
- Hypancistrus sp (espèce non décrite) - L174
- Hypancistrus sp (espèce non décrite) - Pléco ange de l'Orénoque - L201
- Hypancistrus sp (espèce non décrite) - L236
- Hypancistrus sp (espèce non décrite) - L250
- Hypancistrus sp (espèce non décrite) - Queen Arabesque - L260
- Hypancistrus sp (espèce non décrite) - L262
- Hypancistrus sp (espèce non décrite) - Chocolate Zebra Pleco, Tapajos Zebra Pleco - L270, L307, LDA76
- Hypancistrus sp (espèce non décrite) - L287
- Hypancistrus sp (espèce non décrite) - L297
- Hypancistrus sp (espèce non décrite) - Jari Zebra Pleco - L316
- Hypancistrus sp (espèce non décrite) - L318
- Hypancistrus sp (espèce non décrite) - L333
- Hypancistrus sp (espèce non décrite) - Mega Clown Pleco - L340, LDA19
- Hypancistrus sp (espèce non décrite) - L345
- Hypancistrus sp (espèce non décrite) - L399
- Hypancistrus sp (espèce non décrite) - L400
- Hypancistrus sp (espèce non décrite) - Rio Curua Pleco - L401
- Hypancistrus sp (espèce non décrite) - L404
- Hypancistrus sp (espèce non décrite) - Monte Dourado Pleco - L411
- Hypancistrus sp (espèce non décrite) - LDA69